# Harlan Marbley
Harlan Marbley (ur. 11 października 1943 w White Oak, zm. 13 maja 2008 w Clinton) – amerykański bokser kategorii papierowej. Jest brązowym medalistą letnich igrzysk olimpijskich w Meksyku oraz brązowym medalistą igrzysk panamerykańskich w Winnipeg.